# Grand Prix-wegrace van de Verenigde Staten 2006
De Grand Prix-wegrace van de Verenigde Staten 2006 was de elfde race van het wereldkampioenschap wegrace-seizoen 2006. De race werd verreden op 23 juli 2006 op Laguna Seca nabij Monterey, Californië, Verenigde Staten. Tijdens deze race waren de 250cc en 125cc afwezig.

## Uitslag

### MotoGP
| Pos | Nr | Rijder            | Constructeur | Rondes | Tijd        | Grid | Punten |
| --- | -- | ----------------- | ------------ | ------ | ----------- | ---- | ------ |
| 1   | 69 | Nicky Hayden      | Honda        | 32     | 45:04.867   | 6    | 25     |
| 2   | 26 | Dani Pedrosa      | Honda        | 32     | +3.186      | 4    | 20     |
| 3   | 33 | Marco Melandri    | Honda        | 32     | +10.929     | 9    | 16     |
| 4   | 10 | Kenny Roberts jr. | KR211V       | 32     | +11.941     | 3    | 13     |
| 5   | 71 | Chris Vermeulen   | Suzuki       | 32     | +27.439     | 1    | 11     |
| 6   | 21 | John Hopkins      | Suzuki       | 32     | +38.820     | 5    | 10     |
| 7   | 7  | Carlos Checa      | Yamaha       | 32     | +44.825     | 11   | 9      |
| 8   | 65 | Loris Capirossi   | Ducati       | 32     | +48.526     | 13   | 8      |
| 9   | 5  | Colin Edwards     | Yamaha       | 32     | +53.228     | 2    | 7      |
| 10  | 15 | Sete Gibernau     | Ducati       | 32     | +1:06.279   | 16   | 6      |
| 11  | 6  | Makoto Tamada     | Honda        | 32     | +1:11.941   | 14   | 5      |
| 12  | 17 | Randy de Puniet   | Kawasaki     | 32     | +1:14.407   | 15   | 4      |
| 13  | 77 | James Ellison     | Yamaha       | 32     | +1:19.283   | 18   | 3      |
| 14  | 66 | Alex Hofmann      | Ducati       | 32     | +1:41.277   | 17   | 2      |
| 15  | 24 | Toni Elías        | Honda        | 31     | +1 ronde    | 12   | 1      |
| 16  | 30 | José Luis Cardoso | Ducati       | 31     | +1 ronde    | 19   |        |
| DNF | 46 | Valentino Rossi   | Yamaha       | 30     | Uitgevallen | 10   |        |
| DNF | 56 | Shinya Nakano     | Kawasaki     | 15     | Uitgevallen | 8    |        |
| DNF | 27 | Casey Stoner      | Honda        | 14     | Ongeluk     | 7    |        |

## Tussenstand na wedstrijd

### MotoGP
| Pos | Nr | Rijder          | Team   | Punten |
| --- | -- | --------------- | ------ | ------ |
| 1   | 69 | Nicky Hayden    | Honda  | 194    |
| 2   | 26 | Dani Pedrosa    | Honda  | 160    |
| 3   | 33 | Marco Melandri  | Honda  | 150    |
| 4   | 46 | Valentino Rossi | Yamaha | 143    |
| 5   | 65 | Loris Capirossi | Ducati | 126    |

1961 · 1962 · 1963 · 1964 · 1965 · 1988 · 1989 · 1990 · 1991 · 1993 · 1994 · 2005 · 2006 · 2007 · 2008 · 2009 · 2010 · 2011 · 2012 · 2013